# Эпоха грюндерства

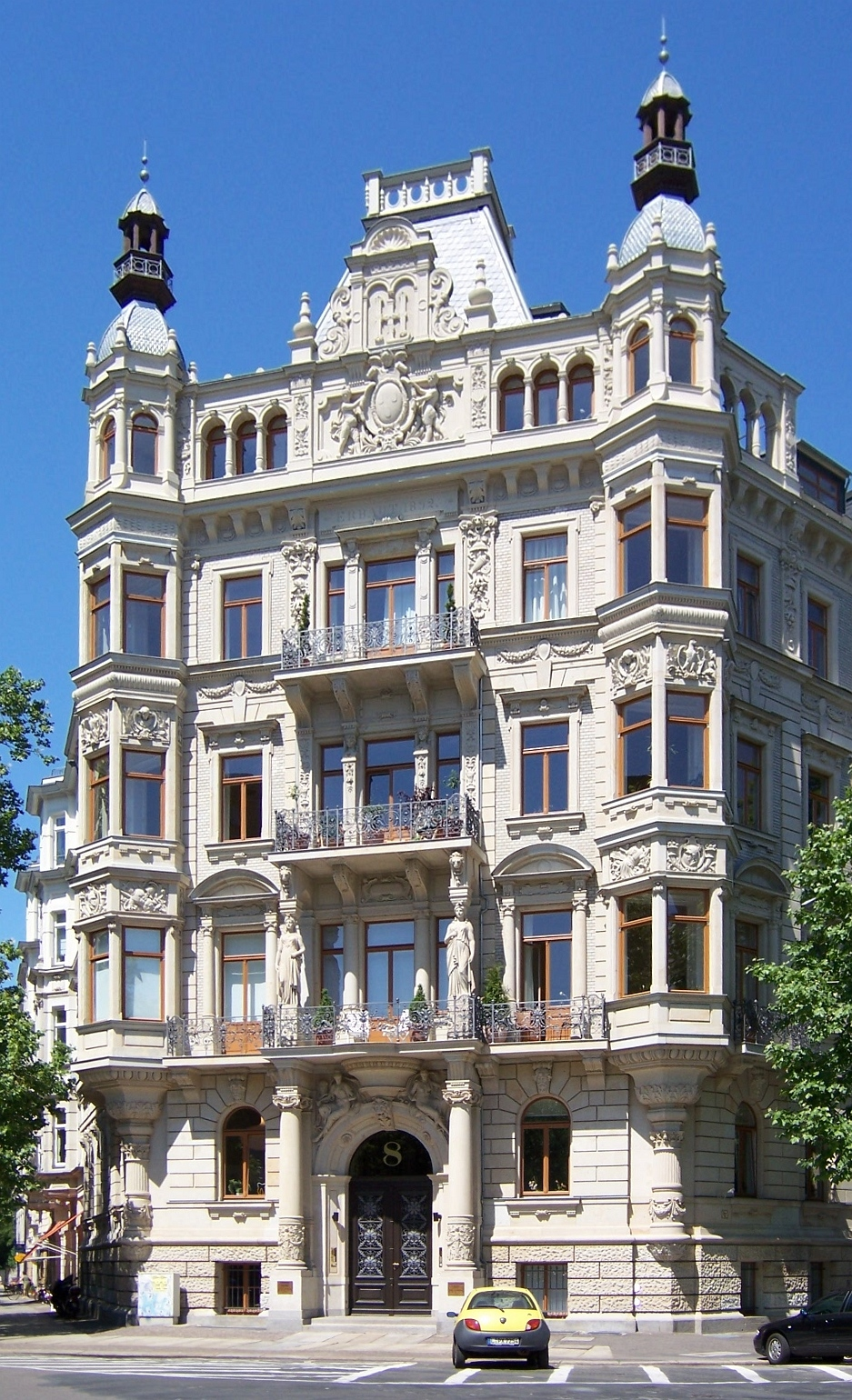
Дворец Росбаха в Лейпциге

Эпоха грюндерства (нем. Gründerzeit, эпоха основателей) — период в экономическом развитии Германии и Австро-Венгрии в XIX веке до экономического кризиса 1873 года. В это время Центральную Европу охватила индустриализация, начало которой было заложено в 1840-е годы, поэтому точно указать начало эпохи грюндерства не представляется возможным. В Австрии за точку отсчёта принята Мартовская революция, экономические итоги которой в отличие от политических в целом пересмотру не подвергались.
В последние годы до биржевого кризиса (в Германии после победы во Франко-прусской войне, когда германский рынок наводнил французский капитал, поступавший в форме репараций) экономический подъём этого периода достиг своей вершины в невиданном до этого буме, и эти последние годы считаются «грюндерством» в узком смысле слова.
Грюндерство стало периодом в истории Центральной Европы, когда во главе культурного развития встала буржуазия, поэтому это время называют периодом классического либерализма, несмотря на то, что политические требования буржуазии были реализованы лишь частично и относительно в конце этой эпохи.
Индустриализация выдвинула и иные эстетические задачи, прежде всего в архитектуре и художественных промыслах, но они нашли своё отражение в совершенствовании имеющихся форм. Грюндерство принято относить к направлению историзма. Поскольку это направление сохранялось вплоть до начала XX века, существует некая расплывчатость в употреблении терминов. В стилевом отношении последние десятилетия XIX века также входят в эпоху грюндерства.

## Экономика

### Подъём

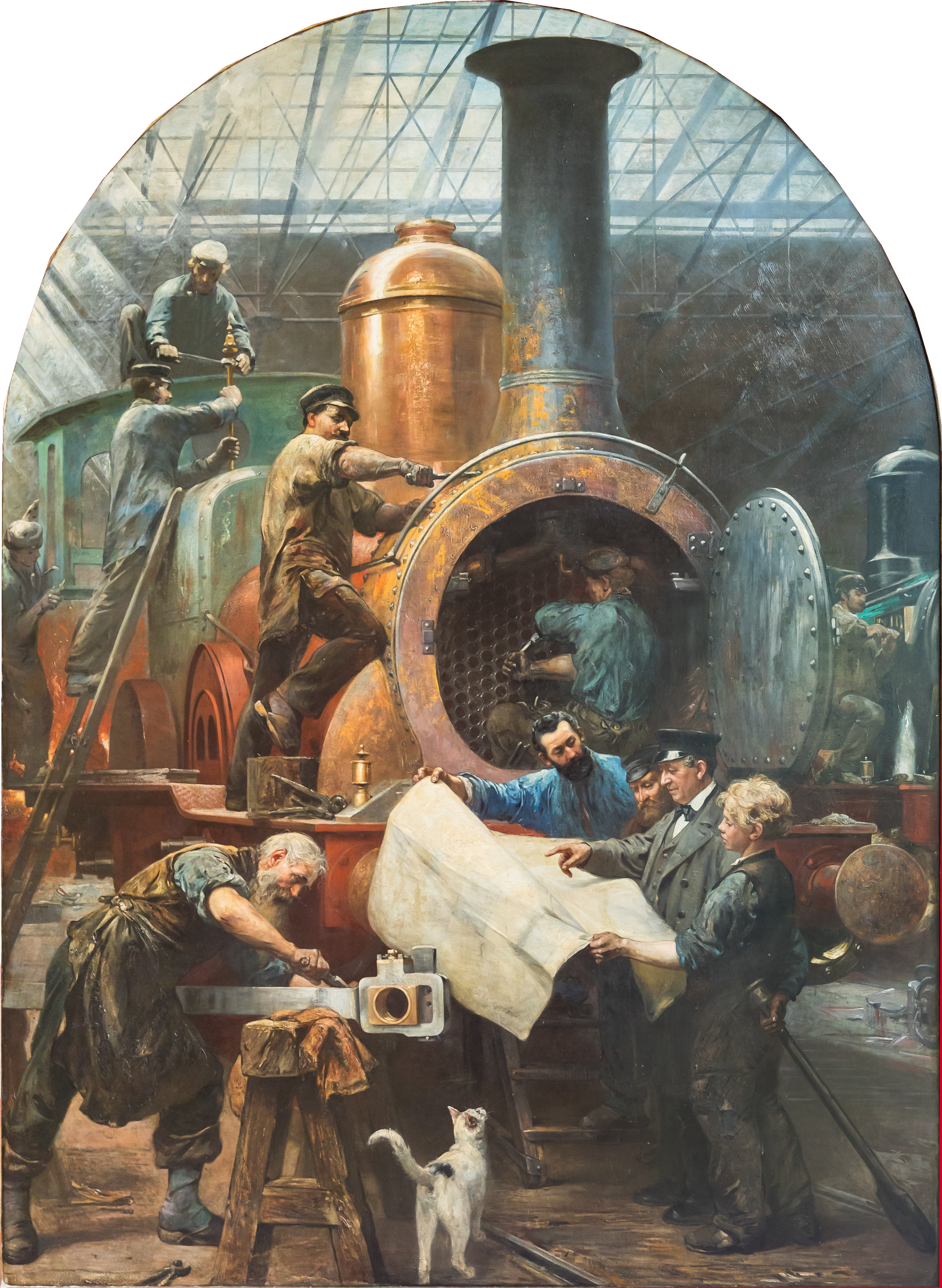
Строительство локомотива, картина Пауля Фридриха Мейергейма

Выражение «эпоха грюндерства» относится к небывалому экономическому подъёму середины XIX века, когда «грюндеры» (нем. Gründer — учредители компаний) стремительно богатели. Николай Дмитриевич Кондратьев описывает подъём эпохи грюндерства как период подъёма второго цикла. Существенную роль в этом стремительном экономическом развитии сыграло строительство железных дорог, ставших самым значимым фактором в экономике этого периода. Поэтому типичный «грюндер» — это пионер железнодорожного транспорта, например, такой как Бетель Генри Штроусберг. Железные дороги дали серьёзный импульс развитию других отраслей промышленности благодаря выросшему спросу на уголь и сталь, что привело к учреждению промышленных империй, как компания, основанная Фридрихом Круппом. Но в первую очередь значительно упростились коммуникация и передвижение. Началась массовая миграция низших слоёв сельского населения в города, где они вливались в формирующийся пролетариат, что привело к появлению пауперизма и выявлению необходимости решения социальных проблем.
С развитием железнодорожного транспорта произошла революция в сфере сбыта, позволившая организовать массовое производства и за пределами индустриального сектора. Наиболее известными грюндерами в сфере продуктов питания стали основатель пивоварни Игнац Маутнери кофейного дела Юлиус Майнль I.
Значительный процент среди грюндеров составляли предприниматели еврейского происхождения, стоит упомянуть банкирский дом Ротшильдов, финансировавших строительство железных дорог.

### Кризис грюндерства
Невиданный подъём внезапно закончился крупным биржевым крахом 1873 года, повлёкшим почти двадцатилетний период стагнации, известный как «грюндерский кризис». В Германии перегреву конъюнктуры способствовали упомянутые выше репарации от Франции.
Кризис поставил под сомнение теорию экономического либерализма и привёл к созданию практических механизмов контроля и вводу протекционистских пошлин. Появившиеся в этот период массовые мелкобуржуазные и пролетарские движения стали явными противниками либерализма в экономике.
Самый сокрушительный удар кризис нанёс психологии людей. Обещания богатства и процветания для всех не были реализованы, в кругах мелких ремесленников и предпринимателей господствовал страх социального спада вследствие конкуренции со стороны промышленного производства. В этих кругах быстро распространялись теории заговоров, благодатную почву получил антисемитизм, получивший широкое распространение в 1880-е годы.

## Архитектура и дизайн
Индустриализация вызвала спрос на жильё, строительство городов велось целыми кварталами. Во многих городах Центральной Европы до настоящего времени сохранилось целые кварталы жилых домов эпохи грюндерства.
Типичными для архитектуры эпохи грюндерства были четырёх-шестиэтажные жилые дома, возводившиеся по периметру городского квартала, с богато декорированными фасадами в стилях направления историзма: неоготики, неоренессанса и необарокко. Строились не только дворцы для разбогатевшей буржуазии, но и многоквартирные доходные дома для быстро растущего городского населения.
Характерным явлением этого периода является интеграция новых технологий в архитектуре и дизайне. Отправной точкой для этого стало совершенствование технологий в производстве стали (Бессемеровский процесс), позволившее возводить сооружения из стальных конструкций. Построенный из стали и стекла Хрустальный дворец в Лондоне считался революцией в архитектуре, оказавшей влияние на последующие десятилетия.
Самое крупное и полное собрание предметов эпохи грюндерства собрано Шарлоттой фон Мальсдорф в берлинском Музее грюндерства.

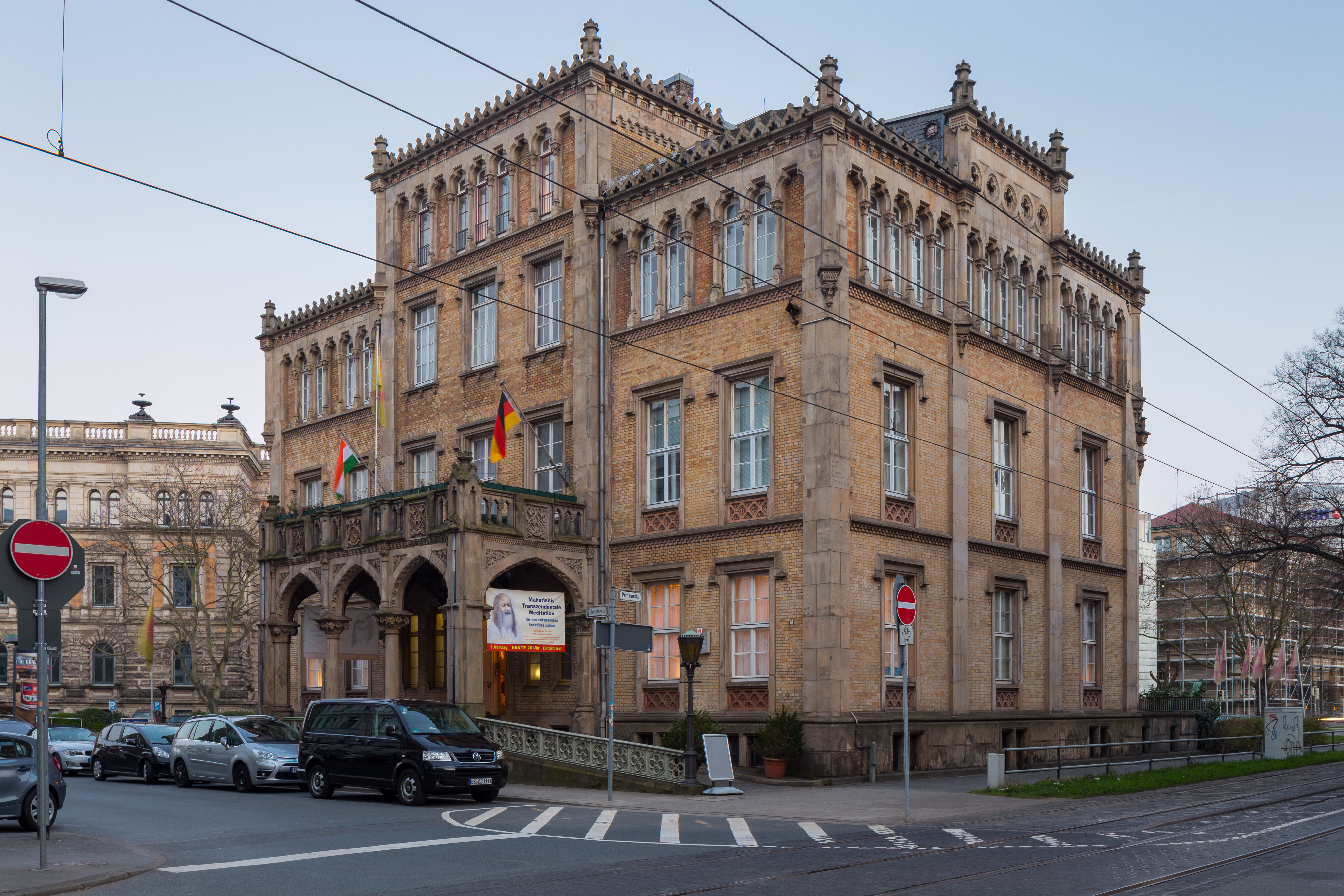
Дворец (1864) Адольфа фон Гроте в Ганновере.
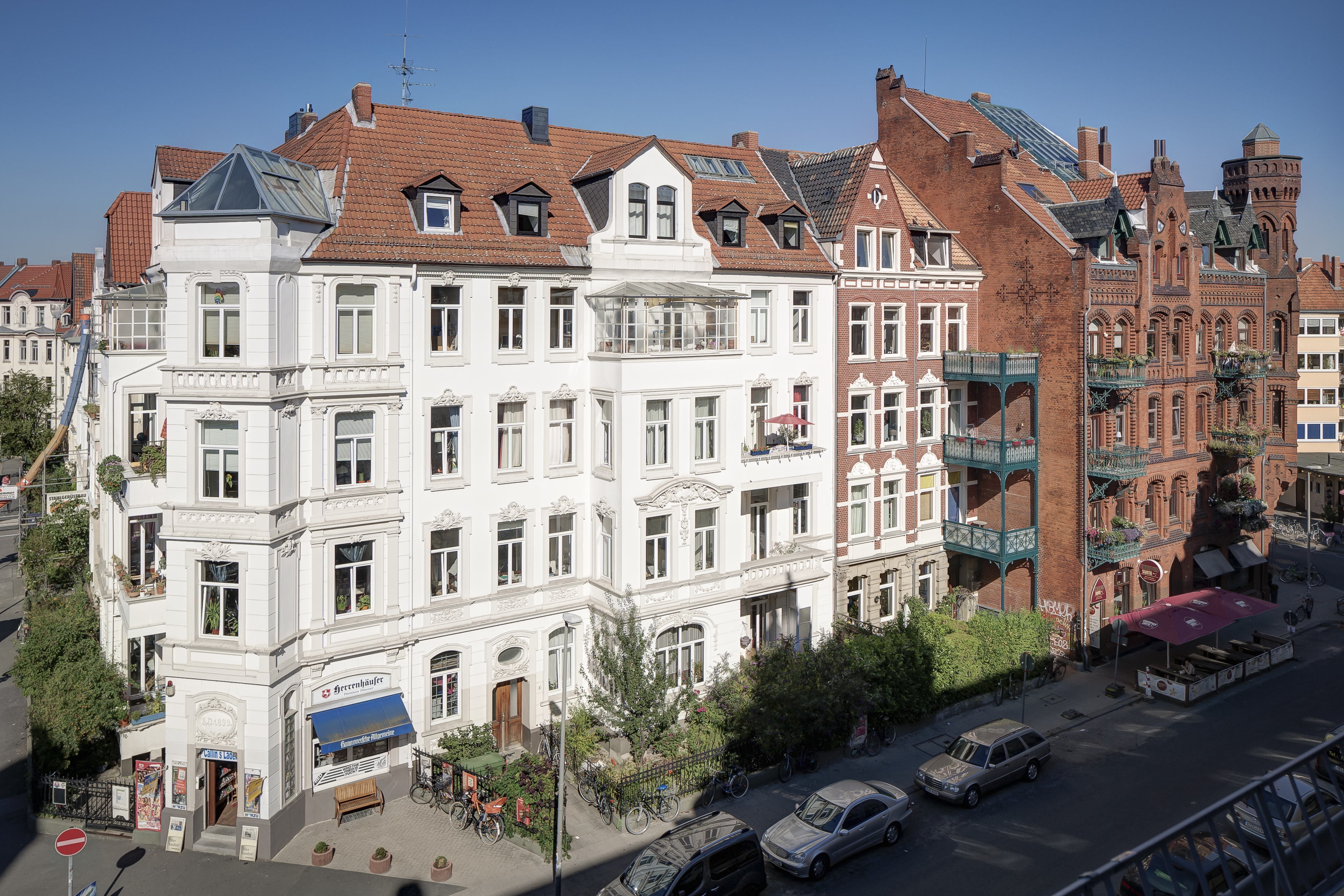
Здания в Ганновере.
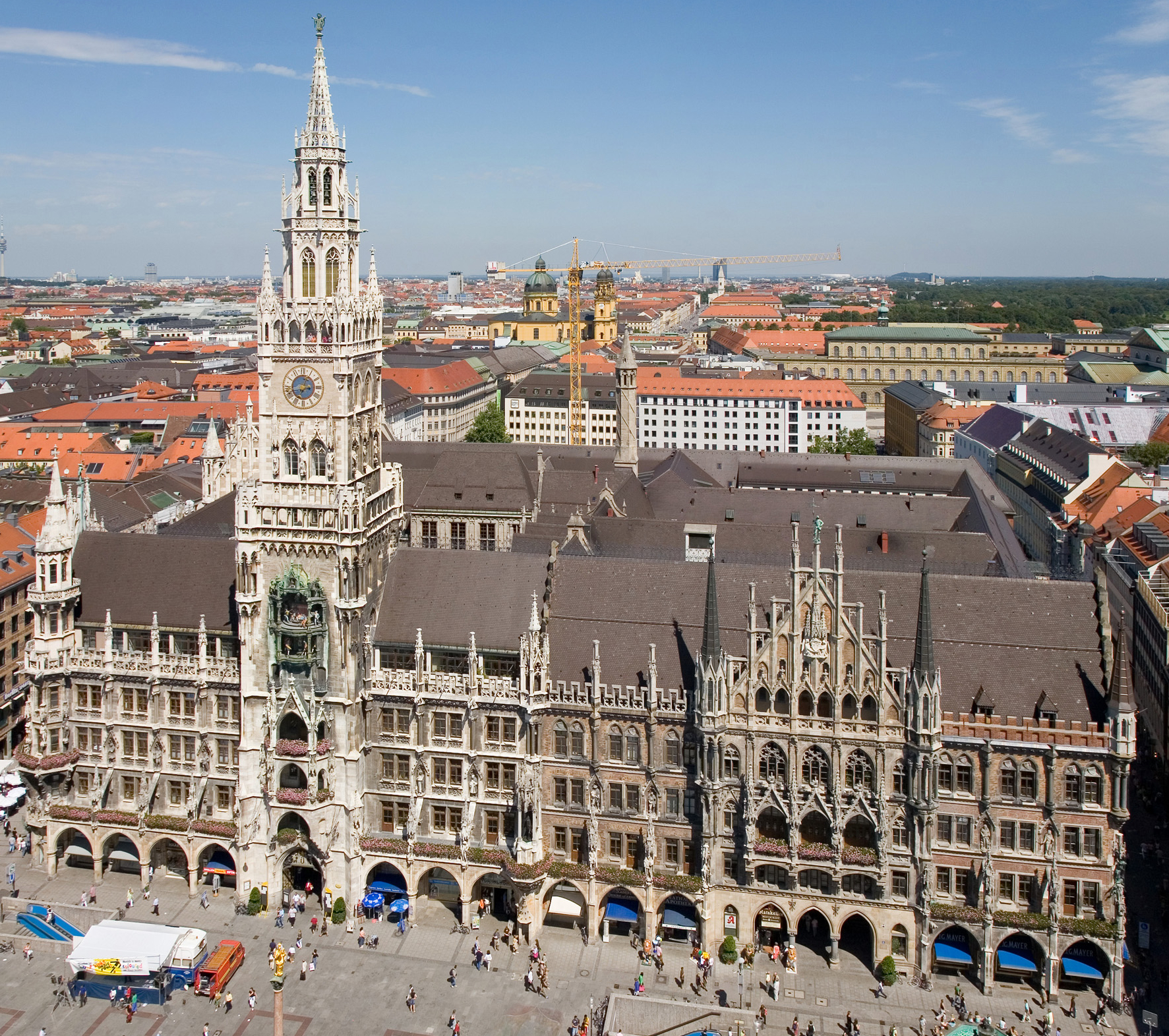
Новая ратуша (Мюнхен), 1867–1906 годы.
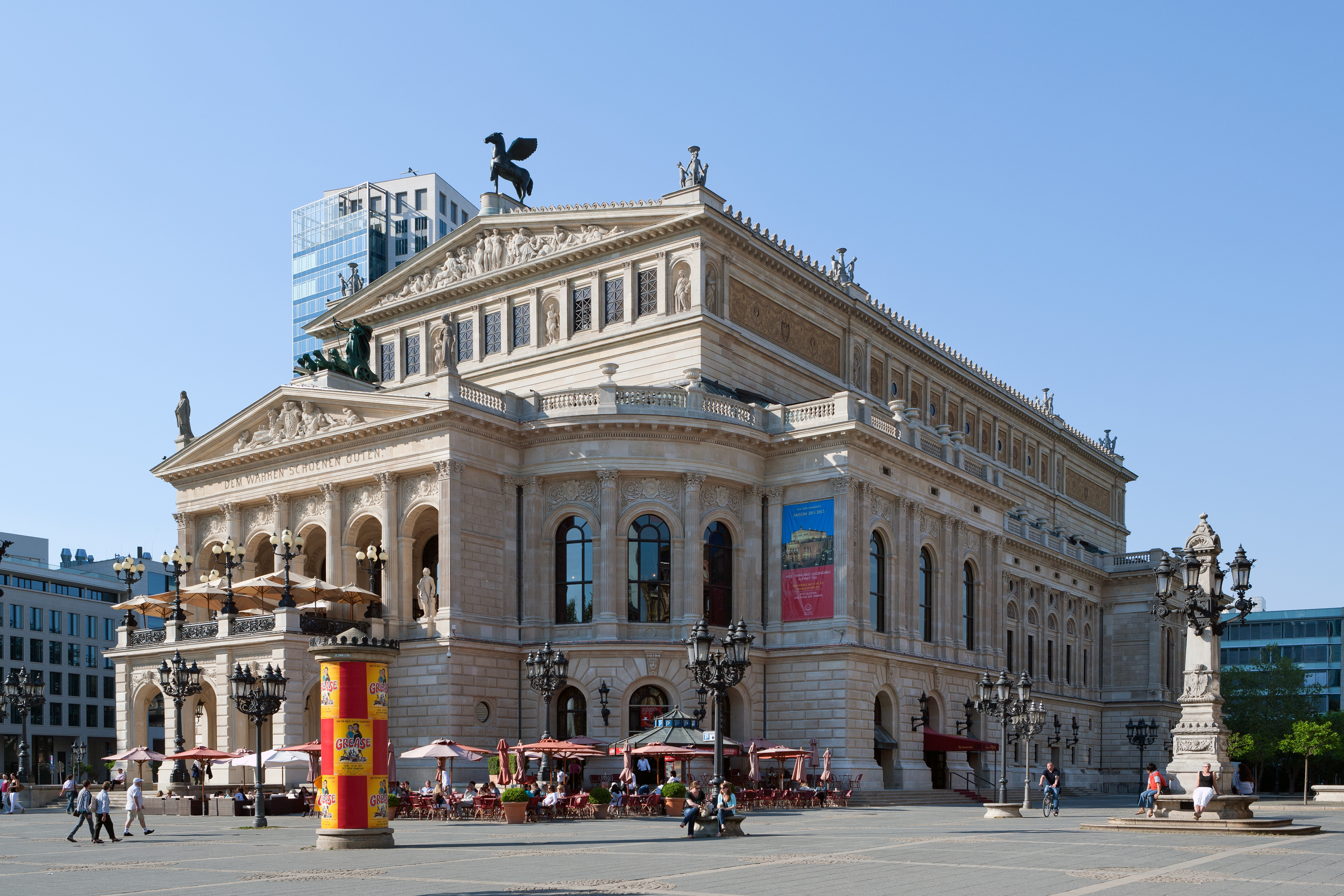
Старая опера во Франкфурте-на-Майне, 1872–1880
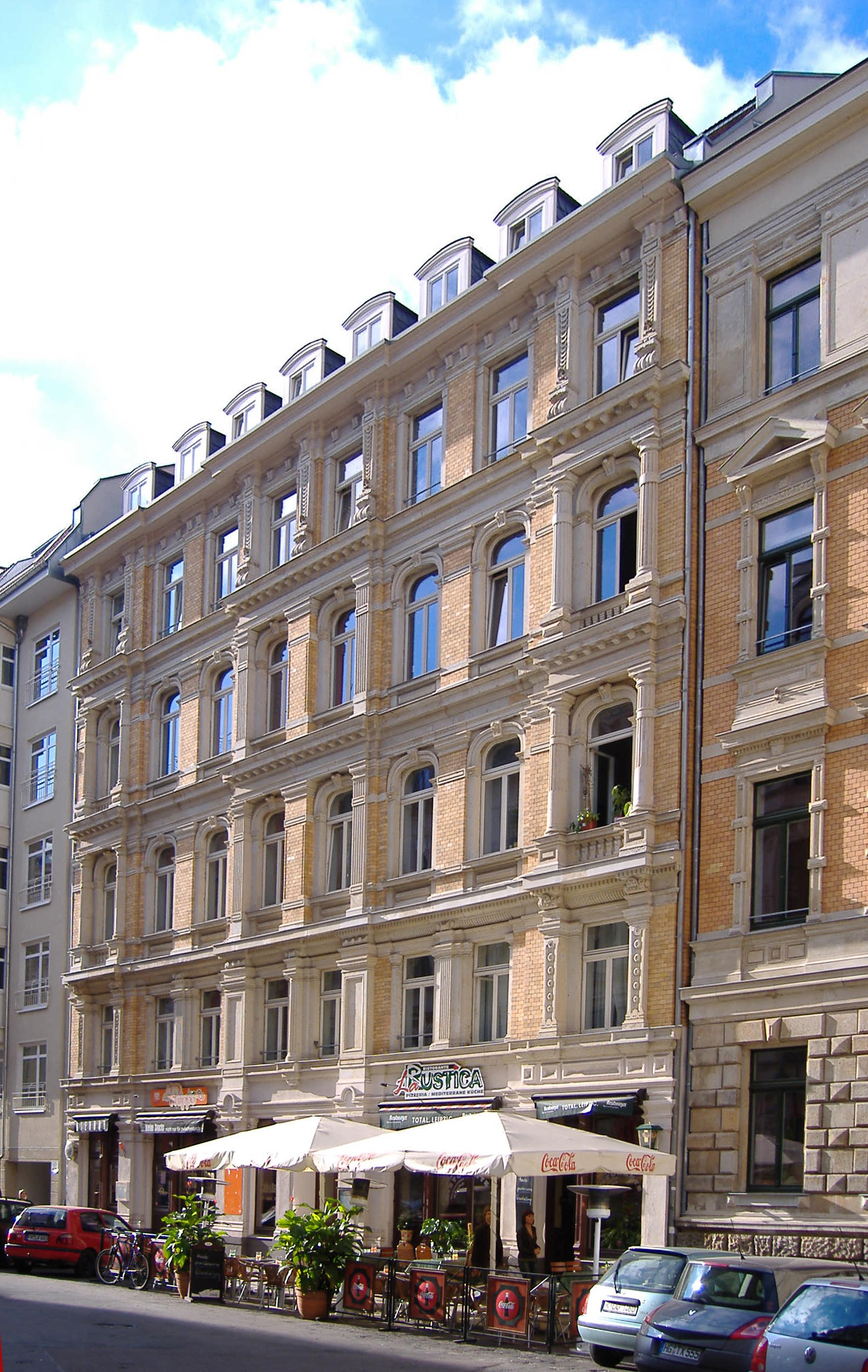
Дом на Готтшедштрассе, 22 в Лейпциге, 1882 год.
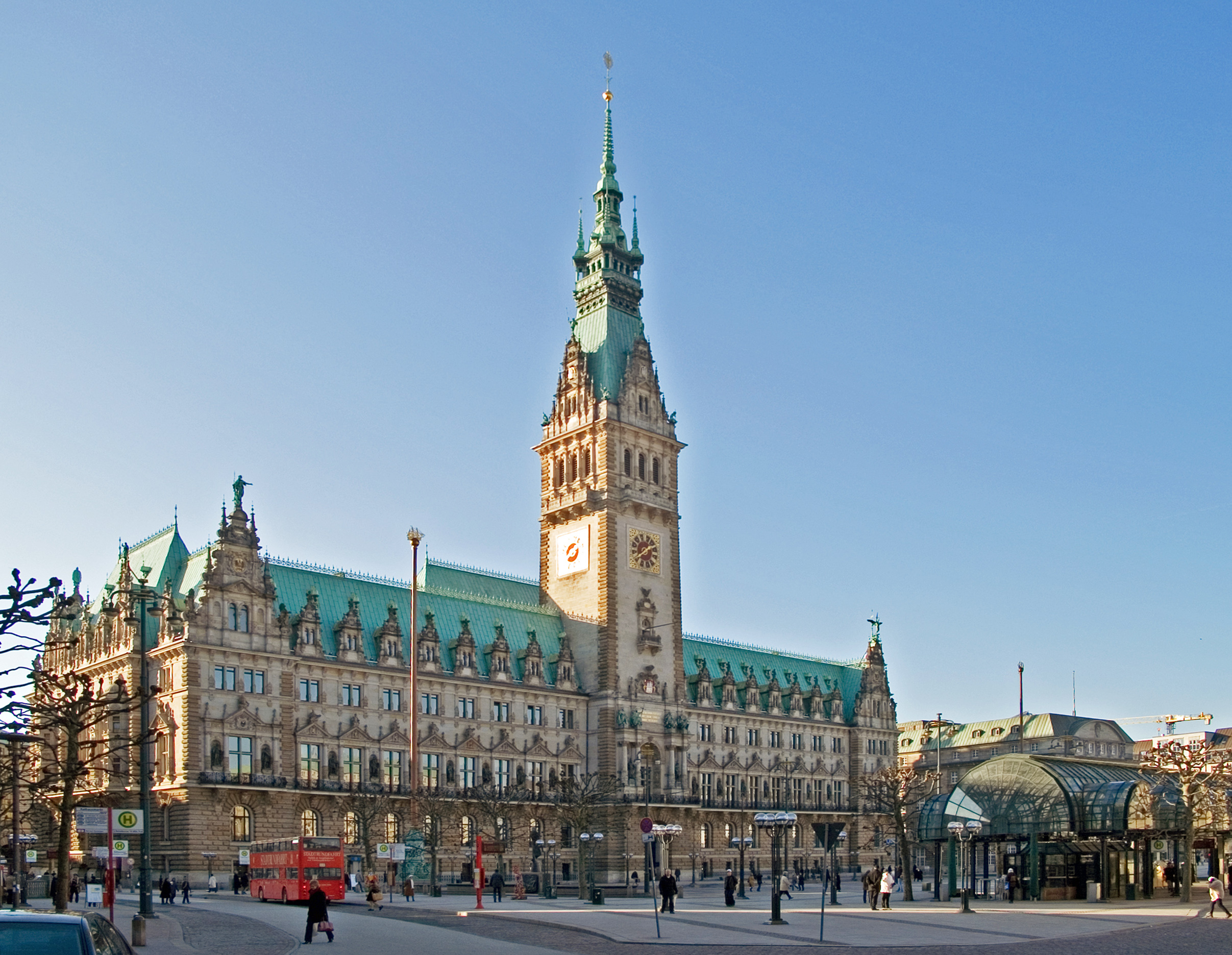
Ратуша в Гамбурге, 1886–1897.
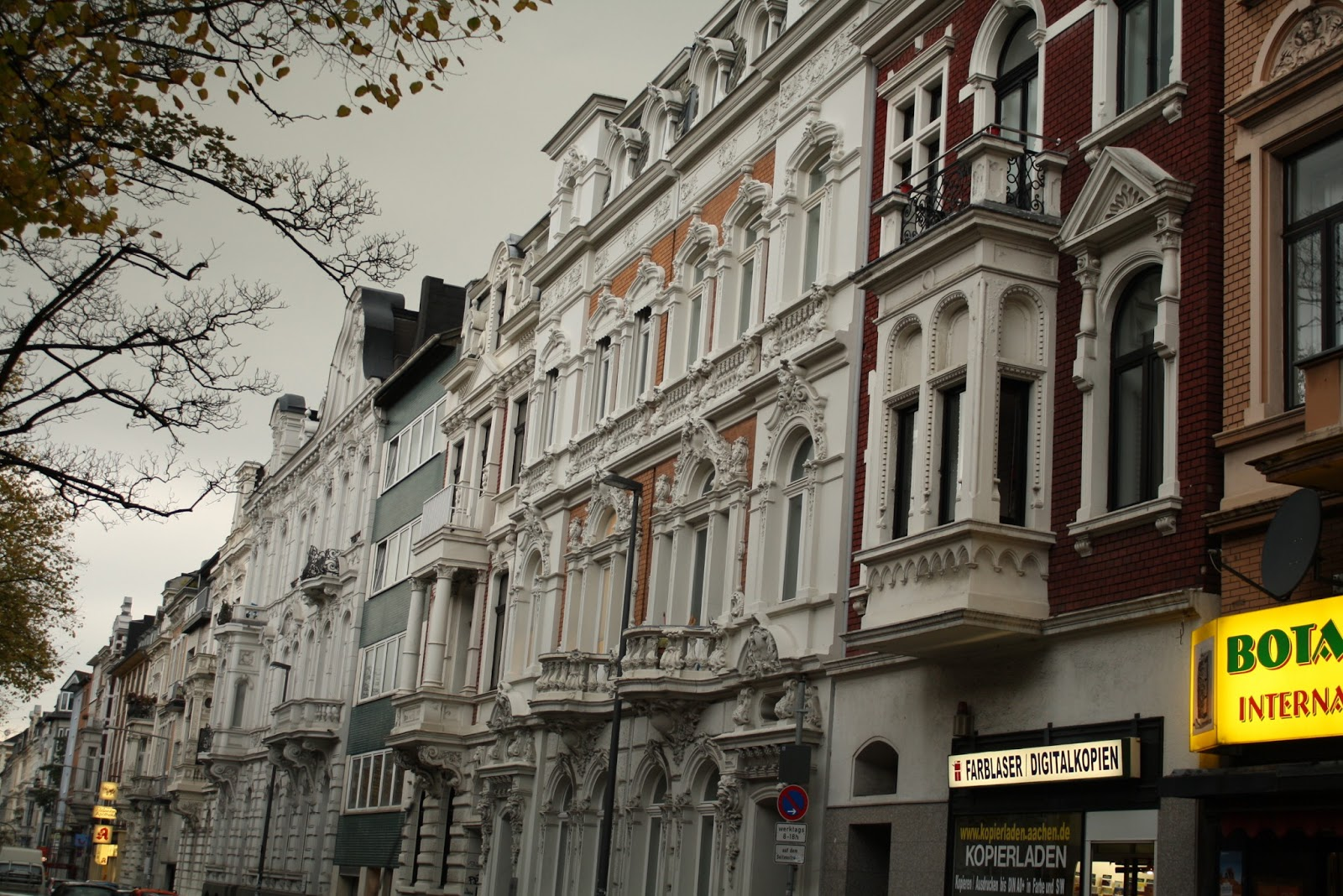
Улица в Аахене, строительство начала XX века.

## Эпоха грюндерства в Австрии

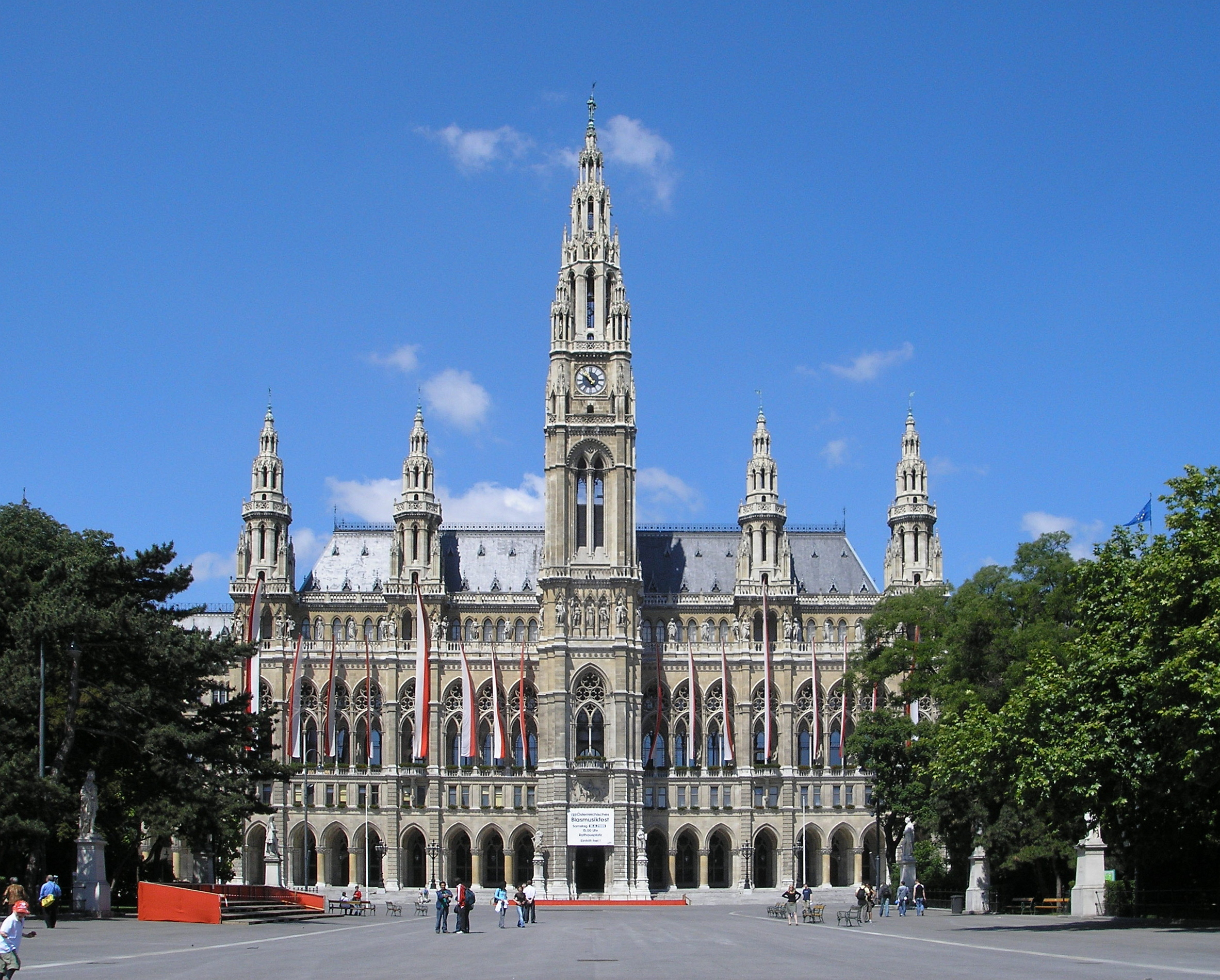
Неоготическая венская ратуша

С началом индустриализации в Австрии грюндерство охватило после 1840 года регион Вены, а также Богемию и Моравию.
После неудачи Мартовской революции, после 1850 года Вена, столица и резиденция императора Франца-Иосифа, оказалась к 1910 году за счёт включения в её состав пригородов и притока населения преимущественно из Богемии и Моравии четвёртым по численности городом мира. На месте снесённой старой городской стены появилась венская Рингштрассе, начался подъём жилого строительства. Обретшая силу буржуазия возводила себе памятники в виде роскошных зданий в стилях исторического направления.